# MMMBop
Singles de Hanson
Where's the Love (en)
(1997)
MMMBop est une chanson des Hanson issue de l'album Middle of Nowhere en 1997.
Elle connaît un fort succès en se classant n°1 dans 27 pays, dont les États-Unis, l'Allemagne, l'Australie la Grande-Bretagne où elle est vendue à plus de 710 000 exemplaires.
La même année, elle obtient le MTV Europe Music Awards de la meilleure chanson puis, lors de la 40e cérémonie des Grammy Awards en 1998, elle est nommée à deux reprises notamment pour la catégorie Grammy Award de l'enregistrement de l'année.

## Thème des paroles
MMMBop, onomatopée gaie et entraînante, est aussi utilisée dans les paroles pour définir le temps qui passe… Le temps de dire « Mmm Bop », et c’est déjà fini. Ça rejoint le thème central de la chanson : les vraies valeurs de la vie, chantées par des enfants de 11, 13 et 16 ans. « Tout nous passe sous le nez. L’âge, la jeunesse, l’argent… alors il faut s’accrocher à ce qui compte vraiment, et ceux qui seront toujours là » explique Zac, le plus jeune frère Hanson, et batteur du groupe.

## Charts
| Chart (1997)        | Position |
| ------------------- | -------- |
| Australie           | 1        |
| Autriche            | 1        |
| Belgique (Flandre)  | 1        |
| Belgique (Wallonie) | 1        |
| Canada              | 1        |
| Allemagne           | 1        |
| Finlande            | 1        |
| France              | 4        |
| Irlande             | 1        |
| Pays Bas            | 1        |
| Nouvelle-Zélande    | 1        |
| Norvège             | 1        |
| Suède               | 1        |
| Mexique             | 1        |
| Suisse              | 1        |
| UK                  | 1        |
| USA                 | 1        |

| Fin de l'année 1997        | Position |
| -------------------------- | -------- |
| Australia Singles Chart    | 5        |
| Canadian RPM Singles Chart | 4        |
| UK Singles Chart           | 11       |
| U.S. Billboard Hot 100     | 12       |

## Divers
En 2011, les frères Hanson lancent une bière du nom de cette chanson.
La chanson apparait dans la série américaine Dr House comme sonnerie du téléphone portable de House.
La chanson est utilisée comme générique pour le film Little monsters du réalisateur Abe Forsythe sorti en 2019.